# فرانتس بينك
فرانتس بينك Franz Benque (ولد 1841 – ومات 1921) مصور فوتوغرافي ألماني، يعرف في البرازيل باسم فرانسيسكو بينك.
هاجر عام 1870 إلى البرازيل مع عائلته، وهناك أسس مع صديقه الألماني المهاجر أيضا هينشل، شركة هينشل وبينك للتصوير الفوتوغرافي التي تعتبر أشهر شركات التصوير في ذلك العصر في البرازيل.
عاد إلى الوطن عام 1878 وعمل مع سباستيانوتي. وانتقل في 1903 إلى مدينة نمساوية هي فيلاخ، وفيها مات عام 1921.